# 阿达马瓦区
阿达马瓦区（英語：Adamawa Region）是喀麦隆的一个区，首府恩冈代雷，2008年以前稱阿达马瓦省。阿达马瓦区南接中部区和东部区，北接北部区，西南与西北区和西部区相邻，西与尼日利亚接壤，东与中非共和国毗连。
阿达马瓦区陆地面积约为64,000平方千米，是喀麦隆面积第三大的省份。该省地势多山，人迹稀少，其山区分隔喀麦隆南部的森林和北部的草原。省内主要族群为富尔贝族，大部分人口从事牧牛业。